# Marcus Westen
Marcus Westen (* 28. März 1969) ist ein deutscher Poolbillard- und Snookerspieler. Er ist dreifacher Deutscher Snooker-Meister und wurde einmal Deutscher Poolbillard-Meister.

## Karriere
Seine ersten großen Erfolge erreichte Westen im Snooker: Er wurde 1995, 1996 und 1998 Deutscher Snooker-Meister. Zudem wurde er 1997 Zweiter und 1999 Dritter.
Bei der Deutschen Poolbillard-Meisterschaft 2005 gewann Westen seine erste Medaille im Poolbillard; Bronze im 8-Ball. Zudem gewann er mit der BSG Osnabrück 2005 und 2006 den Deutschen 8-Ball-Mannschaftspokal. Bei der Deutschen Meisterschaft 2006 wurde er Zweiter im 9-Ball. Bei der EM 2007 erreichte er im 8-Ball das Halbfinale. Dort verlor er jedoch gegen Oliver Ortmann, der schließlich Europameister wurde. Bei der 8-Ball-WM 2008 verlor er erst im Achtelfinale gegen den Briten Chris Melling. 2008 wurde Westen mit der BSG Osnabrück Deutscher Mannschaftsmeister. Bei der Deutschen Poolbillard-Meisterschaft 2010 wurde er Zweiter im 9-Ball.
Bei der Bundesmeisterschaft 10-Ball 2011 gewann Westen die Silbermedaille. Etwa einen Monat später wurde er bei der Deutschen Poolbillard-Meisterschaft Deutscher 8-Ball-Meister. 2013 wurde er Dritter im 8-Ball. 2014 erhielt er die Silbermedaille im 10-Ball.
Marcus Westen ist kaufmännischer Angestellter und lebt in Bielefeld. Sein Spitzname in der Billardszene ist Terrier und er spielt ein Queue der Marke Pechauer.